# ديمقراطية السنوات الست

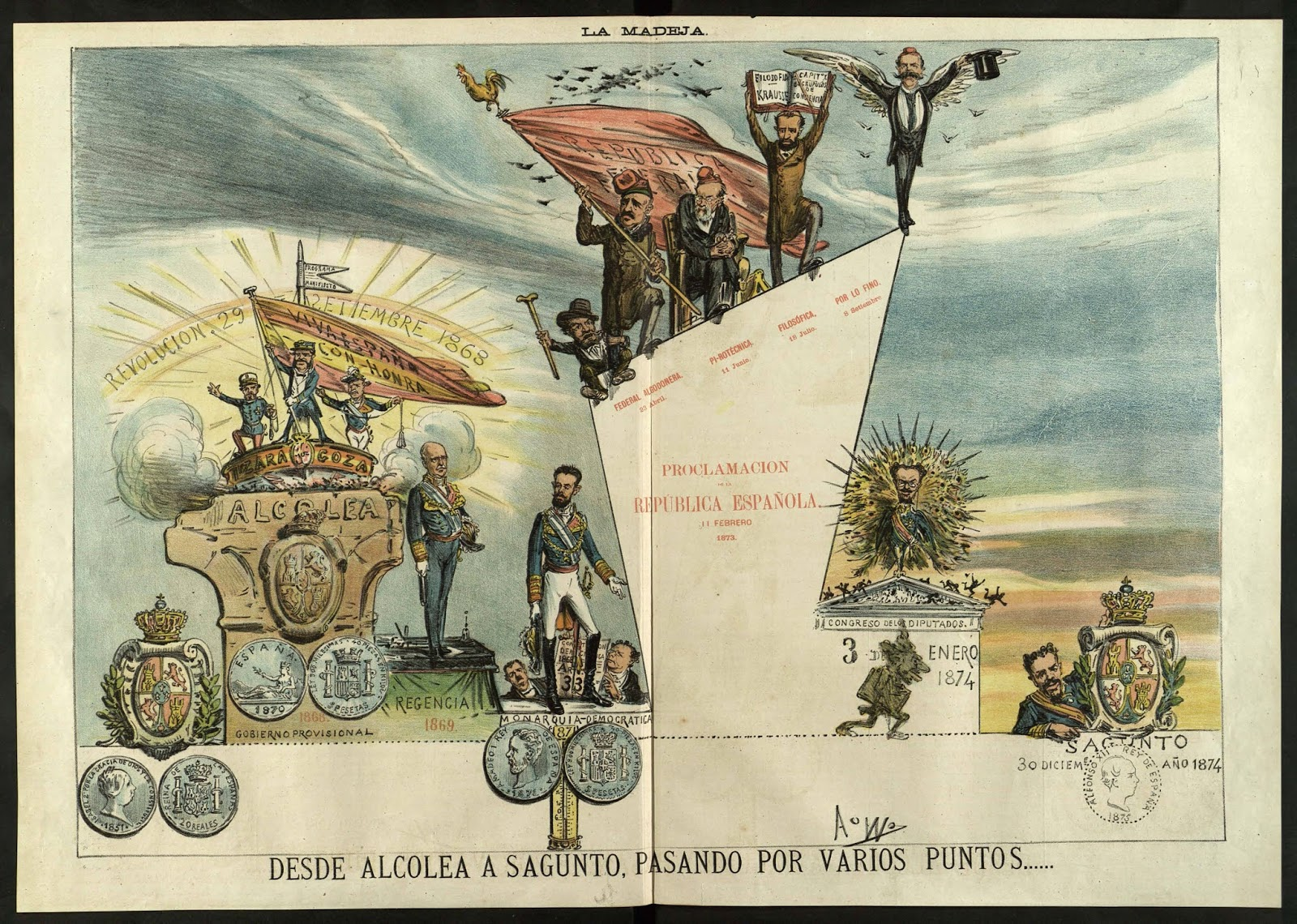
الرسوم حول مراحل فترة ديمقراطية السنوات الست، ونشرته مجلة لا فلاكا سنة 1874.

ديمقراطية السنوات الست وتعرف أيضا بثورة السنوات الست، وهي الفترة الواقعة في تاريخ إسبانيا المعاصر التي أتت بعد انتصار الثورة في سبتمبر 1868 واستمرت لغاية تمرد ديسمبر 1874 وقد نتج عن ذلك مرحلة عودة البوربون إلى إسبانيا. وتنقسم حقبة ديمقراطية السنوات الست إلى ثلاثة (أو أربع) مراحل: الأولى وهي الحكومة المؤقتة 1868-1871. والثانية هي عهد أماديو (1871-1873). والثالثة هي الجمهورية الأولى التي أعلن عنها بعد تنازل الملك أماديو من سافوي عن الحكم في فبراير 1873، وانقسمت بين فترة الجمهورية الاتحادية، التي انتهت بانقلاب بافيا في يناير 1874 وبدأت الجمهورية الموحدة وعرفت أيضا باسم ديكتاتورية سيرانو التي انتهت مع نجاح تمرد ساغونتو بقيادة الجنرال مارتينيث كامبوس في ديسمبر 1874 لصالح استعادة نظام البوربون في شخص ألفونسو الثاني عشر ابن إيزابيل الثانية.
من الملاحظ أن المشاركة بالنشاط السياسي لتلك الحقبة ينحصر في أربع كتل رئيسة: الإتحاديون برئاسة الجنرال سيرانو والتقدميّون ويرأسهم الجنرال بريم وبعد اغتياله ترأس الحزب ساغستا ومانويل رويث ثوريا والديموقراطيون الملكيون المعروفون ب«كمبريوس» برئاسة كرستينو مارتوس ونيكولاس ماريا ريبيرا والجمهوريون الفيديراليون والذين يرأسهم استانيسلاو فيجويراس وفرانسيسكو بي إي مارقال ونيكولاس سالميرون وإيميليو كاستيلار. بالإضافة إلى حزب الوسط الذي بدا يزداد ميلا أكثر نحو مواقف الألفونسينيون الذين يترأسهم أنطونيو كانوباس ديل كاستيو والكارليين الذين أشعلوا الحرب الكارلية الثالثة في 1872، وحاولوا في إثره وضع كارلوس السابع على العرش المزعوم، ثم قام الاستقلاليون الكوبيون بإثارة حرب العشر سنوات بعد ذلك.

## خلفية
في عام 1863، قامت الملكة إيزابيل الثانية بعزل الجنرال ليوبولدو أودونيل الذي ترأس حكومة الاتحاد الليبرالي لمدة خمس سنوات. حيث كان حزب التقدم ينتظر تسميته لاستلام السلطة ولكن الملكة قررت تعيين العضو البارز في حزب الوسط الماركيز دي ميرافلوريس رئيسا للوزراء، مما اضطر بالتقدميين للانسحاب وعدم خوض الانتخابات، وبالتالي نزع الشرعية عن البرلمان وضمنيا عدم الاعتراف بالملكية بشكل خاص. حصلت حكومة ميرافلوريس على فترة حكم قصيرة وكذلك الحكومتين التاليتين، والتي ترأساها حكام معتدلين حتى عودة الجنرال رامون ماريا ناربايز 1864 الذي يعرف ب (الرجل القوي) من الحزب المعتدل. بقي نارباييز في السلطة لغاية يونيو 1865 حيث عزلته الملكة بعد أحداث ليلة سان دانيال. ثم عادت الملكة بتعيين ليوبولدو أودونييل رئيس الاتحاد الليبرالي الذي يعد (وسطاً) بين التقدميين والمعتدلين.
وقعت في مدريد يوم 22 يونيو 1866 انتفاضة لجنود مدفعية ثكنة سان خيل في مدريد لانهاء نظام الملكة إيزابيل الثانية التي يسيطر عليها حكومة الاتحاد الليبرالي بقيادة الجنرال أودونيل وعرفت باسم انتفاضة ثكنة سان خيل، لأنهم كانوا رقباء في ثكنات المدفعية التي شنت الانتفاضة. لذلك صرفت الملكة أودونيل في الشهر التالي ودعت ناربيز مرة أخرى لتشكيل حكومة، وسبب رفضها لأودونيل هو أنها عدته متساهلا للغاية في قمع انتفاضة ثكنة سان خيل، على الرغم من أنه قتل 66 منهم. جعلت السياسات الاستبدادية والقمعية للحكومة ناربيز من المستحيل تبادل السلطة مع اتحاد اودونيل الليبرالي، الذي اختار «إفراغ القصر» وفقا لتعبير أودونيل نفسه، وهو ما يعني الانطواء في مجلس الشيوخ.

### الأزمة المالية 1866-1868

شبكة خطوط السكك الحديدية في القرن 19

اندلعت أول أزمة مالية في تاريخ الرأسمالية الاسبانية أوائل 1866. وكان القطاع الأول المتضرر هو صناعة النسيج الكتالوني والتي ظهرت أعراضها سنة 1862 نتيجة لنقص القطن بسبب الحرب الأهلية الأمريكية، أدت إلى أزمة 1866 المالية والتي تلتها أزمة شركات السكك الحديدية بسبب عدم وجود ربحية لتلك الشركات بعد الانتهاء من المرحلة الأولى من بناء الشبكة في 1866، فانتقلت على الفور إلى النظام المصرفي، ثم وصلت الأزمة في مايو 1866 إلى برشلونة، مما أثار موجة من الرعب في البلاد.
تفاقمت أزمة 1866 المالية إلى أزمة غذائية خطيرة في 1867-1868 بسبب ضعف المحاصيل تلك السنوات، لم يكن المتضررين من أزمة الغذاء تلك هم رجال الأعمال أو السياسيين كما في الأزمة المالية، ولكن كانت الطبقات الشعبية بسبب ندرة وارتفاع أسعار مواد الغذاء الأساسية مثل الخبز. فاندلعت أعمال شغب شعبية في عدة مدن من بينها إشبيلية حيث بلغ القمح ستة أضعاف سعره الأصلي، وفي غرناطة خرجت مظاهرات تهتف «الخبز ثمانية أضعاف». وتفاقمت أزمة الغذاء بسبب ارتفاع معدلات البطالة الناجمة عن الأزمة الاقتصادية الناجمة عن الأزمة المالية التي أثرت بشكل خاص عليهما وهما من القطاعات التي توفر العمل والأعمال، بما في ذلك القطاع العام وسكك الحديد والبناء. وهكذا فقد أشار مؤرخي الاقتصاد في تلك السنوات أن هناك نوعين من الأزمة أتيا معا: أزمة الرأسمالية الحديثة التي ولدت البطالة والأخرى هي أزمة الغذاء التقليدية، التي تسبب الفقر والجوع. وتصادف اجتماع كلا الأزمتين قد خلق «ظروف اجتماعية متفجرة مما قدم الحجج للقطاعات الشعبية للانضمام إلى المعركة ضد نظام إيزابيل».

### اتفاق أوستند

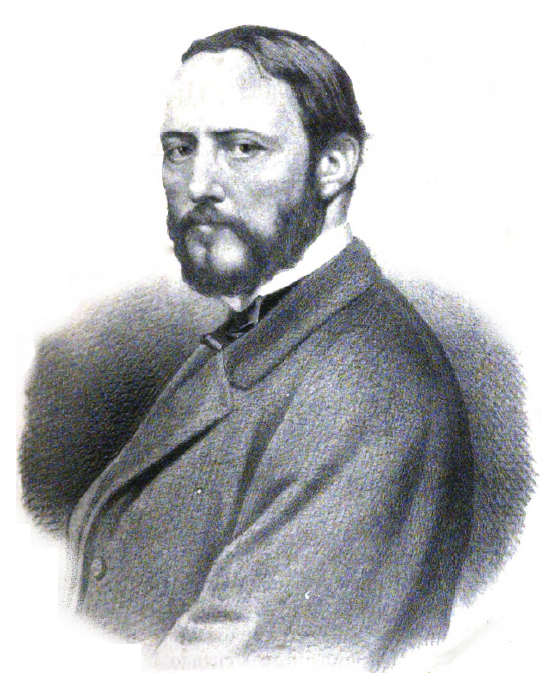
الجنرال خوان بريم في 1869

تم التوقيع على اتفاق أوستند بين التقدميين والديمقراطيين في 16 أغسطس 1866، والتي سميت باسم المدينة البلجيكية وهي مبادرة من الجنرال التقدمي خوان بريم بهدف الإطاحة بنظام إيزابيل الثانية. وتكون من نقطتين:
سمحت الصياغة الغامضة للنقطة الأولى أن تندمج إلى نفس الشخصيات والقوى السياسية الأخرى. وهكذا بعد وفاة أودونيل إلتقى الجنرالان بريم وسيرانو، وللمفارقة فإن نفس الضابط الذي قمع انتفاضة ثكنة سان خيل قد وقع اتفاقا في مارس 1868 للانضمام إلى الاتحاد الليبرالي «مع هذا قبل الاتحاد الليبرالي الدخول في عملية دستورية جديدة وفي البحث عن ملك جديد، وفقا للنقطة الثانية [اتفاق أوستند]، والسيادة الوطنية الوحيدة والاقتراع العام».
وكان رد فعل نارفيز هو إبراز سياسته الاستبدادية. فأغلق البرلمان في يوليو 1866 ولم يفتحه بسبب حله لإجراء انتخابات جديدة أوائل 1867. وكالعادة ف«التأثير الأخلاقي» للحكومة أعطاها أغلبية ساحقة لنواب الحكومة الاتحاد الليبرالي، أما المقربين للمعارضة فقد انخفض عددهم إلى أربعة نواب. وبالإضافة إلى ذلك فقد اعتمد الكورتيس على لوائح جديدة في يونيو 1867، أي بعد ثلاثة أشهر من افتتاحه، حيث ألغى اقتراح حجب الثقة وبالتالي حد بقوة من مقدرة البرلمان من السيطرة على الحكومة. وفي 23 أبريل 1868 توفي الجنرال نارفيز، فقامت الملكة بتعين وزير الداخلية المحافظ لويس غونزاليس برافو رئيسا جديدا للحكومة. فاتبع برافو سياسات سلفه القمعية والاستبدادية.

### ثورة 1868

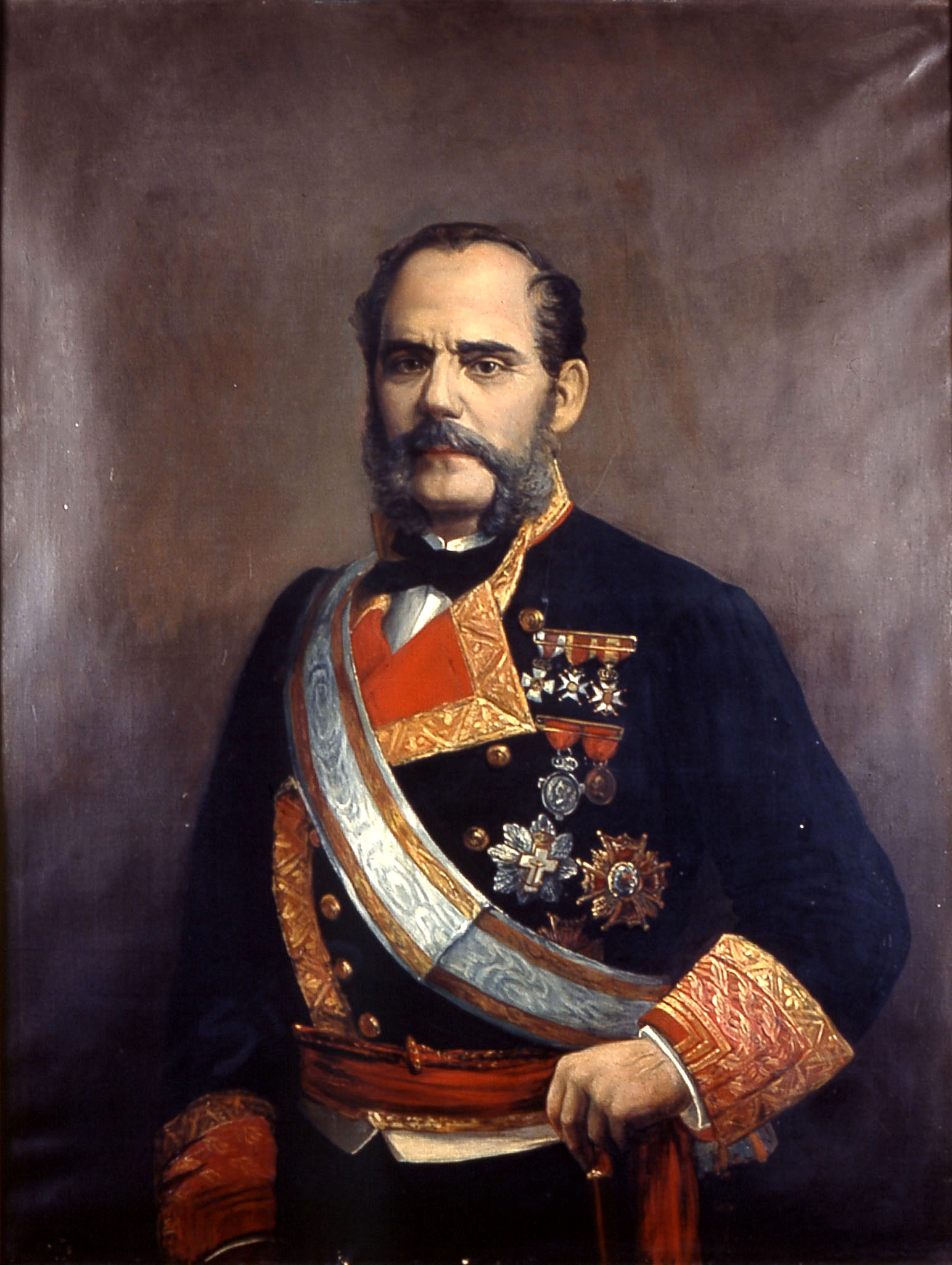
الأميرال خوان باوتيستا توبيتي (1887)

وصل الجنرال بريم إلى قادس قادما من لندن عن طريق جبل طارق يوم 16 سبتمبر، وبعدها بيومين أي يوم 18 سبتمبر، أعلن الأميرال خوان باوتيستا توبيتي عن تمرده وهو على رأس إسطوله. وفي اليوم التالي وصل الجنرال سيرانو قادما من جزر الكناري ومعه بقية الجنرالات الإتحاديين المشاركين، وقرأ توبيتي بيانا برر فيه تمرده والتي انهاها بصيحة «عاشت إسبانيا كريمة». في الأيام التالية بدأت الانتفاضة بالانتشار في أنحاء البلاد بدءا من الأندلس.
قامت على إثره مظاهرات تتطالب بمبادئ حزب الديمقراطية الأساسية: الاعتراف بحق التصويت العام وحرية الصحافة وإلغاء عقوبة الإعدام وإلغاء التجنيد الإلزامي وإيقاف ضريبة الاستهلاك والمطالبة بالحرية الدينية والحق بإجراء انتخابات لاختيار مجالس جديدة -للشيوخ والنواب- تطبق دستور جديد مناسب للأوضاع الراهنة.
وفي اليوم نفسه أعلن أنه البيان الرسمي للمتمردين استقال غونزاليس برافو وعينت الملكة إيزابيل الثانية مكانه الجنرال خوسيه غوتيريز دي لا كونشا، بالكاد تمكن الرئيس الجديد من تشكيل جيشا في مدريد، وذلك بسبب عدم وجود دعم قوي من بقية القادة العسكريين وأرسل جيشه بقيادة مانويل بافيا إلى الأندلس لوضع حد للتمرد. وفي الوقت نفسه نصح الملكة بالعودة إلى مدريد من سان سيباستيان حيث كانت تقضي الصيف ولكن بعد وقت قصير من بدء القطار بالمسير أرسل الجنرال دي لا كونشا برقية إلى الملكة يطلب منها أن تبقى في سان سيباستيان لأن وضع القوات الحكومية قد ساء.
وفي الثامن والعشرين من سبتمبر وقعت في مقاطعة قرطبة عند جسر ألكوليا معركة بين التقدميين -بقيادة الجنرال سيرانو- والمواليين لحكم الملكة سُمّيت (معركة جسر ألكوليا، كان النصر فيها حليف الأحزاب المعارِضة بسبب دعم جنودٍ متطوعين ومنشقين عن الجيش. وقد استطاعت قوات المعارضة الوصول إلى مدريد وإعلان انتصارهم هناك. الأمر الذي وضع نهايات حقيقية لبقاء الملكة في إسبانيا إذ رحلت بعد ذلك إلى فرنسا عن طريق سان سباستيان في شمال اسبانيا. وبهذا الرحيل، انتهت كل المقاومات التي تنادي بالولاء للملكة. وفي الثامن من تشرين الثاني تأسست حكومة انتقالية برئاسة الجنرال سيرانو إلى جانب توبيتيه وبريم الذين شكلا أيضا جزءا مهما من هذه الحكومة. وهكذا انتهت الثورة بانتصارها، وهو ماأطلق عليها ثورة 1868 أو الثورة المجيدة "la Gloriosa" التي انهت عهد إيزابيل الثانية.

## الحكومة المؤقتة

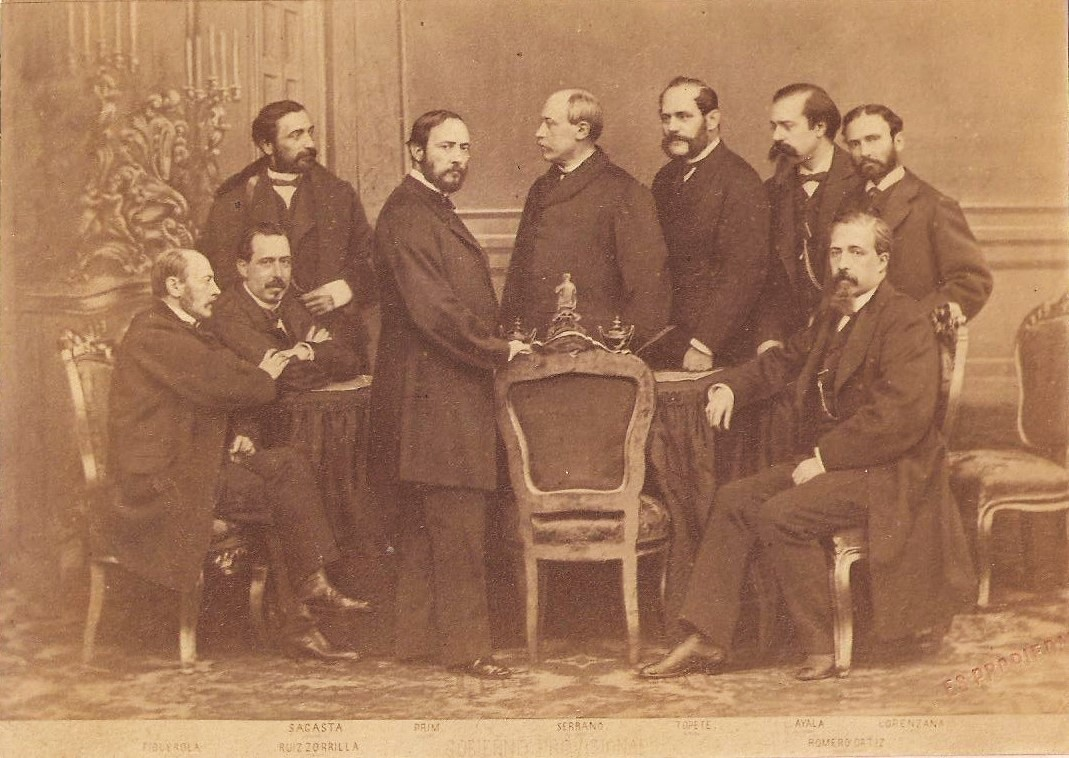
أعضاء الحكومة المؤقتة في 1869. من اليسار إلى اليمين: لورينو فيجورولا المالية; براخدس ماتيو ساغستا الداخلية; مانويل رويث ثوريا التنمية; بريم الحربية; سيرانو, رئيس الحكومة المؤقتة; توبيتي البحرية; أديلاردو لوبيز دي أيالا ماوراء البحار; أنتونيو روميرو أورتيز العدل; وخوان الفاريز لورنزانا الدولة.

بعد انتصار الثورة شكلت حكومة مؤقتة برئاسة الجنرال سيرانو (الاتحادي) وبريم (التقدمي) في وزارة الحرب، الأميرال خوان باوتيستا توبيتي (أيضا اتحادي) لملف البحرية وساغستا (أيضا تقدمي) للداخلية. وقد تركوا الديمقراطيين لأنهم طلبوا أكثر من عرض الحكومة التي عرض عليهم.
عندما أعلنت الحكومة المؤقتة أنها موافقة للنظام الملكي، مما كسر حيادها في الالتزام باتفاق أوستند بشأن مسألة تشكيل الحكومة، فالحزب الديمقراطي راهن بقوة على الجمهورية وغير اسمه إلى الحزب الجمهوري الاتحادي الديمقراطي. ولكن هناك أقلية من الديمقراطيين الذين يؤمنون بتوافق الديمقراطية مع النظام الملكي، على الرغم من أنهم لا زالوا يدعمون النظام الجمهوري، ولكن لم يستمروا طويلا في الحزب حيث انضموا إلى تحالف الاتحاديين والتقدميين الذين دعموا الحكومة المؤقتة. واطلق عليهم «السمبريون».
ومع ذلك، كانت هناك عدة اتجاهات داخل الحزب الجمهوري الاتحادي. وكان إيميليو كاستيلار أكثرهم تحفظا حيث كان مفهومه أن اسبانيا قيادة وإدارة وحدوية أو مركزية. وهناك قطاع «مركزي» ثان يرأسه فرانسيسكو بي الذي دافع عن الجمهورية الاتحادية لأنهم اعتبروا إسبانيا اتحادا اتفقت عليه الدول الإقليمية التاريخية. هذا القطاع قبل بالشرعية وعارض التمرد المسلح. وأخيرا، كان هناك «المتشددون» -كما أطلق عليهم «المحافظين» و«الوسط» - كانوا لصالح التمرد لبناء دولة اتحادية من «القاعدة إلى القمة». إلا أنهم يفتقرون إلى زعيم واضح، ولكنهم يحترمون «البطريرك» المخضرم الجمهوري خوسيه ماريا دي أورينس. وتوجد القواعد الاجتماعية للجمهوريون في البرجوازية الصغيرة، والطبقات الحضرية الشعبية (الحرفيين والموظفين) وجزء من الحركة العمالية والفلاحين قبل تنجذب نحو أفكار والمنظمات الفوضوية الاشتراكية.
تمت الدعوة إلى انتخابات مجلس تأسيسي للمرة الأولى للرجال (لمن عمره فوق 25 سنة) بالاقتراع العام، فصوت 70٪ من السكان. جاءت التركيبة السياسية للبرلمان كما يلي: التقدميين (159)؛ الاتحاديين (69)؛ الجمهورية الاتحادية (69)؛ الديمقراطية (20)؛ الكارليون(18)؛ إيزابيليون ومعتدلون ليبرال (14)؛ الوحدة الجمهورية (2). ومن شأن المجلس التأسيسي صياغة والموافقة على الدستور الملكي الجديد في يونيو 1869.
بالإضافة إلى اعتماد الدستور، تعامل البرلمان مع قضية تحرير العبيد الذي كان قد اقتصر على حرية الأرحام [الإنجليزية] في ذلك الوقت (قانون موريت المؤرخ 4 يوليو 1870 واسمه سيجسموندو موريت). وبسبب القمع فقد كان الإلغاء التام أن ينتظر عدة سنوات (1873 لبورتوريكو و1886 لكوبا). وقد جرت ثورات في المستعمرتين في نفس توقيت الثورة المجيدة إلا أن احداهما لم تدم طويلا (بورتوريكو) وأما الأخرى فقد أدت إلى نشوب حرب العشر سنوات في كوبا. ضمن حركة الاستقلال كانت هناك مواجهة بين أصحاب المزارع الغنية وبقية الكوبيين لصالح إنهاء نظام العبودية. ومن
ناحية أخرى أصدرت الحكومة مرسوما حرية الصحافة وتكوين الجمعيات، وأعيد جميع الأساتذة الذين طردوا من الجامعة إلى مناصبهم السابقة مثل إيميليو كاستيلار. واتخذت التدابير الاقتصادية لحل العجز العام، وحددت البيزيتا وحدة نقدية واعتمد النظام المتري في الإجراءات الرسمية.

### البحث عن ملك جديد

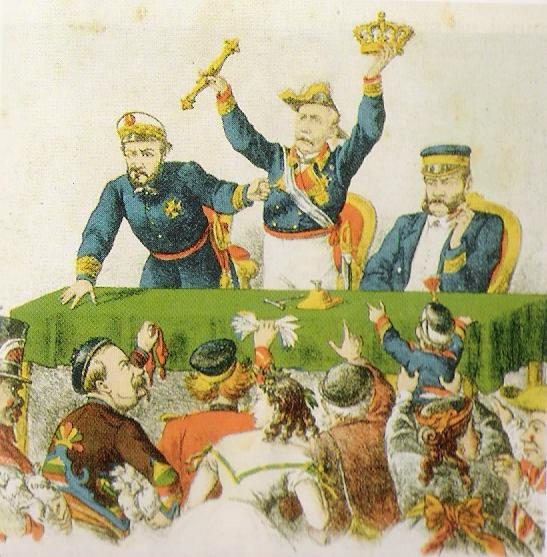
بريم وسيرانو وتوبيتي في المزاد للبحث عن ملك للعرش الإسباني.

بعد فوز الأحزاب المدافعة عن الملكية بأنه شكل من أشكال الحكومة، كما هو موجود في دستور 1869، فقد اضطرت الحكومة الجديدة للبحث عن ملك جديد لإسبانيا. وفي ذات الوقت لتطبيق الدستور فقد تولى الجنرال سيرانو الوصاية.
أضحى البحث عن ملك مشكلة داخلية خطيرة، فالقوى السياسية التي أطاحت بالملكة إيزابيل الثانية لم يتمكنوا من الاتفاق على من ينبغي أن يحل محلها: الإتحاديين أرادوا دوق مونتبينسير. والتقدميين ارادوا فرديناند ساكس كوبورج، وهو أيضا رغبة دولية. وكما أندلعت المنافسة بين القوى الأوروبية الكبرى (جميع الملكيات) لإنجاح من يرشحونه على العرش الشاغر في إسبانيا.
طرح العديد اسم الشاب ألفونسو نجل الملكة إيزابيلا (وهو ملك المستقبل ألفونسو الثاني عشر)، إلا أن الكثيرون اعتقدوا بأنه قد تهيمن عليه والدته وأنه سوف يرث عيوبها. وأثير اسم الأمير فرناندو مؤسس بيت براغانزا-ساكس كوبرغ وغوتا الوصي السابق للبرتغال المجاورة، إلا أن الأمير البرتغالي رفض العرض. وكذلك تم ترشيح اسم الأمير ليوبولد من هوهنتسولرن- سيغمارينغن بدعم قوي من وزير الخارجية أوتو فون بسمارك، إلا أن نابليون الثالث اعترض على الترشيح مما أدي إلى اندلاع الحرب الفرنسية البروسية.
وهكذا، بعد خروج الأمير البروسي ليوبولد بسبب معارضة نابليون الثالث. وأيضا اعترض نابليون على دوق مونتبينسير بسبب العداء بين البيوت الأسر الحاكمة الفرنسية -بونابرت واورليانز - بالإضافة إلى علاقة المصاهرة بين بيت مونتبينسير مع البوربون حيث ان المرشح هو صهر الملكة إيزابيل الثانية المخلوعة مما جعل تأييد هذا المرشح ضعيف جدا من الأحزاب الملكية الديمقراطية الاسبانية، "لذا لم يكن هناك سوى المرشح الإيطالي لبيت سافوي، الذي رشحه بريم منذ صيف 1870 ليصبح الداعم الرئيسي له.
وفي يوم 16 نوفمبر 1870 انتخب مجلس الكورتيس التأسيسي أماديو من سافوي ودوق أوستا وهو الابن الثاني للملك إيطاليا فيتوريو إمانويلي الثاني ملك اسبانيا الجديد باسم أماديو الأول. وصوت له 191 نائبا مقابل 100 ضده وامتناع 19، وصوت 60 لصالح جمهورية اتحادية، و27 للدوق مونتبينسير، و8 للجنرال إسبارتيرو. أرضت النتيجة التقدميين فقط بينما مرت النتيجة على الرأي العام الإسباني ببرود شديد، الذي لم يشعر بأي حماس للأمير الإيطالي.
انعقاد الدورة البرلمانية في 16 نوفمبر 1870 برئاسة مانويل رويث ثوريا التي تم فيها التصويت لانتخاب الملك الجديد فكانت النتائج كالتالي:
| المرشح              | الأصوات |
| ------------------- | ------- |
| أماديو الأول        | 191     |
| جمهورية فدرالية     | 60      |
| دوق مونتبينسير      | 27      |
| بالدوميرو إسبارتيرو | 8       |
| ألفونسو الثاني عشر  | 2       |
| جمهورية متحدة       | 2       |
| جمهورية             | 1       |
| دوقة مونتبينسير     | 1       |
| فارغة               | 19      |
| المجموع             | 311     |

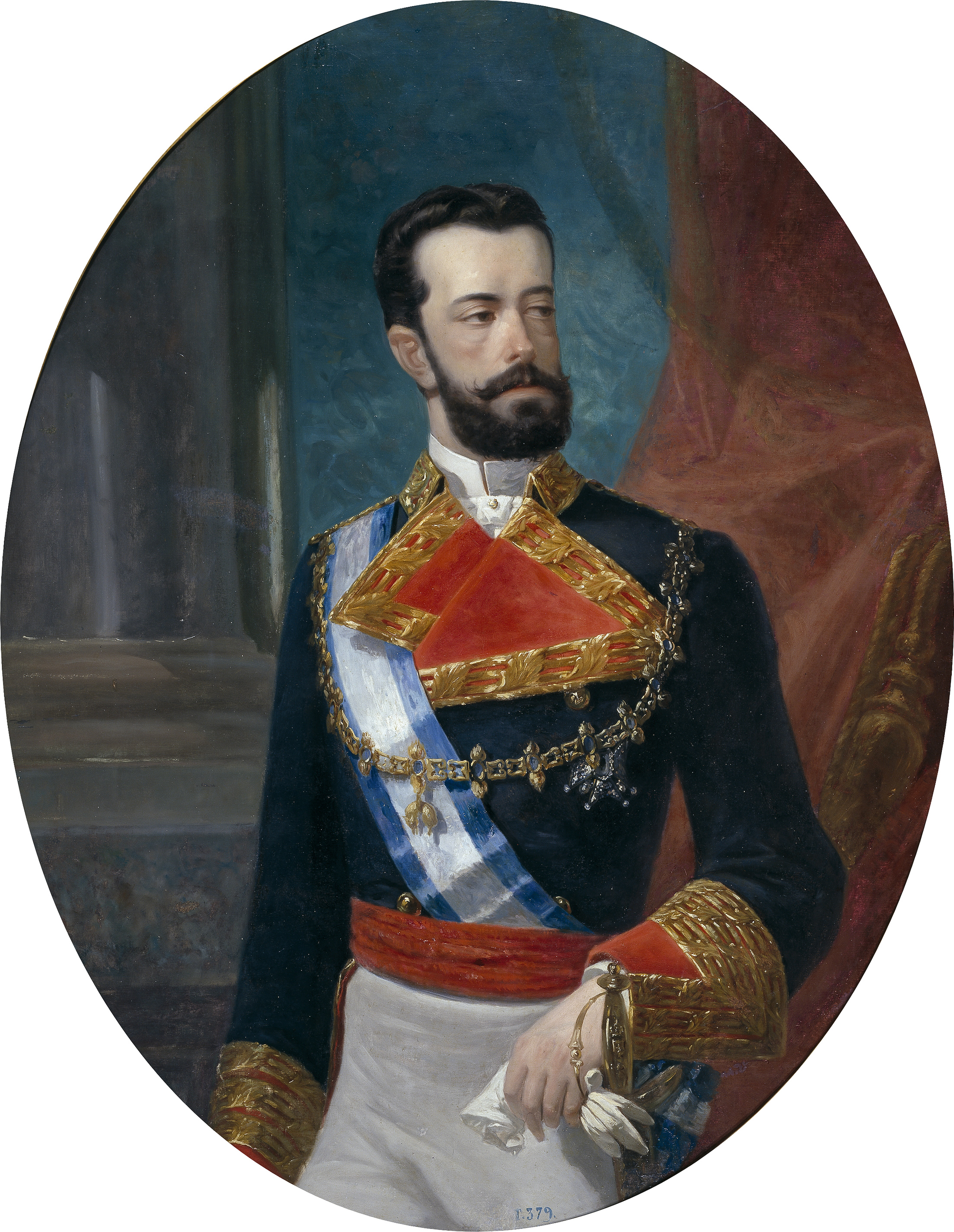
أماديو امن سابوي.

أعلن رسميا أن أماديو ملك على إسبانيا في 2 يناير 1871 بعد أداء اليمين أمام البرلمان.

## الملكية البرلمانية لأماديو الأول (1871-1873)

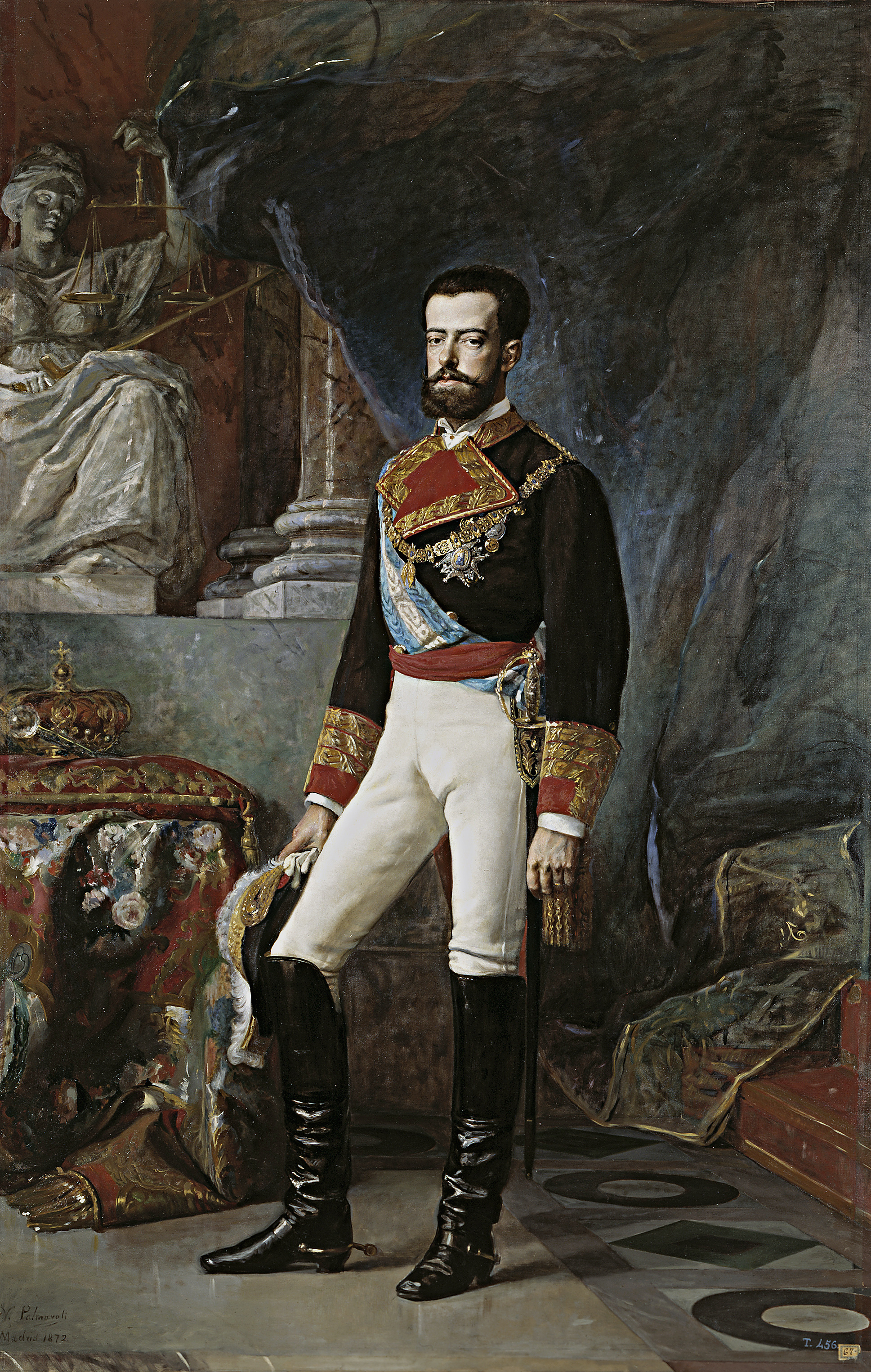
لوحة لأماديو الأول حوالي (1872) متحف ديل برادو).

كان عهد أماديو هي أول محاولة في تاريخ إسبانيا لتنفيذ شكل الحكومة الملكية البرلمانية («الملكية الشعبية» أو «الملكية الديمقراطية» كما كان يسمى في ذلك الوقت)، ولكنها انتهت بالفشل المدوي لأنها لم تدم سوى عامين (من 2 يناير 1871، عندما أعلن البرلمان أماديو الأول ملكا حتى 10 فبراير 1873، عندما تنازل الملك عن العرش).
ومن بين أسباب الفشل الكثيرة إنه يوم وصول الملك الجديد سدة حكم إسبانيا توفي في مدريد الجنرال بريم من إصابته بهجوم وقع عليه قبل ثلاثة أيام. وكان بريم الداعم الرئيسي للملك الجديد بالإضافة إلى كونه زعيم حزب التقدم أكبر قوة سياسية للائتلاف الملكي الديمقراطي، وبموته شب صراع على رئاسة الحزب بين ساغستا وثوريا مما سبب في نهاية الأمر "صدمة انهيار" التحالف الذي كان عماد نظام أماديو الملكي. والدليل على عدم الاستقرار السياسي للنظام هو إجراء ثلاثة انتخابات عامة للكورتيس وست حكومات خلال سنتين من عهد الملك". ففي نهاية المطاف كان السبب الرئيس لفشل تلك الحقبة هو "انشقاق [القوى] الداعمة لاستدامته فجعلت من المستحيل استمرار تلك التجربة" .
وهناك سبب آخر أن نظام أماديو الملكي لم يتمكن من دمج جماعات المعارضة السياسية التي لم تعترف بشرعيته واستمرت في الدفاع عن مشروعها السياسي الخاص بها -مثل النظام الجمهوري والملكية الكارلية والملكية ألفونسية [الإنجليزية]-. فقد قام الجمهوريون الاتحاديون عدة حركات تمرد مسلح في الأندلس وكاتالونيا، حيث كانت مطالبهم شعبية متعددة: مثل توزيع الأراضي، وإلغاء التجنيد وفرض الضرائب على الاستهلاك، مما يدل على عدم وجود دعم شعبي وجماهيري قبل بالعاهل الجديد، وقد أطلقوا عليه لقب «ماكارونيني الأول» أو «ماكارون الأول».
وفي الوقت نفسه بدأ الكارليون حربهم الثالثة في 1872 والتي تجاوزت مدتها فترة ديمقراطية السنوات الست. وقادها المدع كارلوس السابع حفيد الدون كارلوس حيث حشد حوالي 45,000 مسلح. ولزيادة الدعم أعاد في 16 يونيو الامتيازات الكتالونية وأراغون وفالنسيا التي ألغاها فيليب الخامس. وكما أنشأ حكومة في إستيا فتعامل مع مجالس المدن وفود المنظمة وفقا لنظام المقاطعات. وكان تمردا ناجحا في كاتالونيا ونافارا وبلاد الباسك ونقاط معزولة داخل اسبانيا. ولكن تلك القوات سيطرت على مناطق الريف وليس المدن.
وبعد تخلي أماديو عن الحكم بيوم، اجتمع الكورتيس لكلا المجلسين لمراجعة نصوص غير مذكورة في دستور 1869، فأعلنت الجمهورية في 11 فبراير 1873.

## الجمهورية الإسبانية الأولى (1873-1874)

### الجمهورية الاتحادية (1873)
اجتمع الكورتيس بغرفتيه يوم 11 فبراير 1873 أي بعد يوم من تنازل أماديو الأول فأعلن عن تشكيل الجمعية الوطنية التي أعلنت الجمهورية من 258 صوتا مقابل 32 رافض، فأجل تحديد إن كانت تلك الجمهورية متحدة أم فيدرالية إلى قرار المجلس التأسيسي القادم، وعين الاتحادي استانيسلاو فيجويراس رئيس السلطة التنفيذية لتلك الجمهورية.

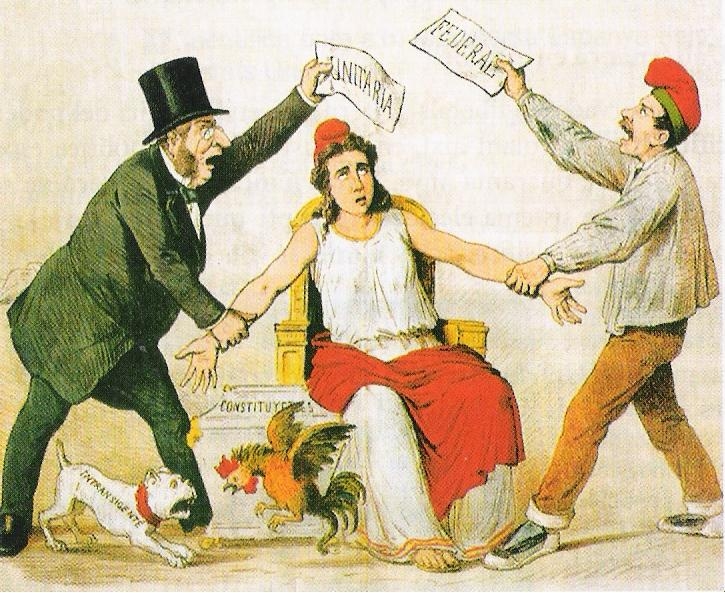
كاريكاتير من مجلة la Flaca الساخرة في 3 مارس 1873 يظهر الصراع بين المتشددين الذين يدافعون عن الجمهورية المتحدة والاتحاديين الذين يدافعون عن الحكومة الاتحادية. ويصور أيضا الصراع بين "الوسطيين" و"المتعنتين" الإتحاديين

وجرى في مايو انتخابات المجلس التأسيسي، ولكن بسبب انسحاب الأطراف الأخرى المعنية، فقد فاز الحزب الجمهوري الاتحادي الديمقراطي فوزا ساحقا. ولكن هذا كان مضللا لأنه في الحقيقة تم تقسيم نواب الجمهورية الاتحاديين للمجلس التأسيسي إلى ثلاث مجموعات:
- شكل «المتعنتين» «intransingentes» مع حوالي 60 نائبا يسار البرلمان، ودعوا أن يعلنهم البرلمان في الاتفاقية، على افتراض أن السلطة الاتحادية لديها جميع سلطات الدولة - التشريعية والتنفيذية والقضائية - لبناء الجمهورية الاتحادية من القاع، ومن البلدية إلى الكانتون أو الولاية، وطالبوا بإدخال إصلاحات اجتماعية التي تحسن ظروف حياة الدولة الرابعة. ولم يكن لهذا القطاع من الجمهوريين الاتحاديين زعامة واضحة، بالرغم من أنهم اعترفوا بالبطريرك خوسيه ماريا أورينس.
- وهناك «الوسطيين» «centristas» بقيادة فرانسيسكو بي الذين اتفقوا مع «المتعنتين» أن الهدف هو بناء جمهورية فيدرالية ولكن من الأعلى إلى الأسفل، أي يجب أن يكون هناك إعداد للدستور الاتحادي ومن ثم المضي قدما لتشكيل كانتونات أو الولاية. عدد هؤلاء النواب في هذا القطاع ليس بالكثير، وغالبا ماينقسمون عند التصويت، على الرغم من أنهم كانوا يميلون إلى تفضيل مقترحات «المتعنتين».
- شكل «المعتدلين» «moderados» بقيادة إيميليو كاستيلار ونيكولاس سالميرون يمين مجلس النواب، ودافعوا عن تشكيل جمهورية ديمقراطية تستوعب جميع الخيارات الليبرالية، لذلك رفضوا تحويل البرلمان في سلطة ثورية كما طالب بها «المتعنتين» واتفقوا مع اتباع فرانسيسكو بي أن الأولوية للبرلمان هي الموافقة على الدستور الجديد. وهي تشكل أكبر مجموعة في البرلمان، وإن كانت هناك خلافات بين أتباع كاستيلار، الذي كان يؤيد المصالحة مع الراديكاليين الذين قبلوا الجمهورية على الرغم من أنهم من حيث المبدأ دعموا نظام أماديو الأول الملكي ومع الدستورية الجنرال سيرانو وبراخدس ماتيو ساغستا لضمهم في النظام الجديد، وأتباع سالميرون الذي ينادي بأن الجمهورية يجب أن تقوم فقط على تحالف الجمهوريين «القدامى».

وعلى الرغم من هذا الانقسام، إلا أنه لم يكن لديهم مشكلة في إعلان الجمهورية الاتحادية يوم 8 يونيو، أي بعد أسبوع من افتتاح الكورتيس التأسيسي بأغلبية 218 صوتا مقابل صوتين:

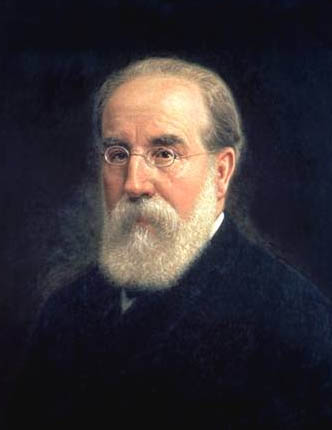
صورة لفرانسيسكو بي, الرئيس الثاني للسلطة التنفيذية للجمهورية.

عندما علم رئيس السلطة التنفيذية استانيسلاو فيجويراس الذي كان يعانى من اكتئاب شديد بسبب وفاة زوجته أن هناك محاولة انقلاب لإطلاق الجمهورية الاتحادية، فهرب إلى فرنسا يوم 10 يونيو. وقد حل محله «الوسطي» الإتحادي فرانسيسكو بي، الذي أعطى اللأولوية لهزيمة الكارليين الذين كان لهم أكثر من سنة في مواجهة سميت الحرب الكارلية الثالثة ووضع واعتمد دستور الجمهورية الاتحادية الجديد. ولكن بعد ذلك واجهت حكومة بي معارضة من الجمهوريين الاتحاديين «المتعنتين» لأن برنامجه لم يتضمن بعض المطالبات الاتحادية ومنها: «إلغاء التبغ واليانصيب ورسوم المحاكم ومن ضريبة الاستهلاك التي استبدلت في 1870 بسبب نقص الموارد». ولكن قبل كل شيء أراد الإتحاديين «المتعنتين» هو موافقة البرلمان على مشروع الدستور الجديد للجمهورية الاتحادية الديمقراطية ولكن فرانسيسكو بي رفضه وكذلك معظم نواب «الوسط» و«المعتدلين» الذين ساندوا الحكومة.
فكان رد «المتعنتين» لسياسة «النظام والتقدم» لحكومة بي ان غادروا البرلمان في 1 يوليو متهمين الحكومة بالتعرض لتسوية مهينة لأعداء الجمهورية الاتحادية. وحث «المتعنتين» على تشكيل فوري ومباشر للكانتونات، من أجل بناء جمهورية من القاعدة والتي من شأنها أن بدأت ثورة الكانتونات، وتشكيل لجنة في مدريد للصحة العامة، على الرغم من أن المبادرة جاءت من حكومة الاتحادية لكل منطقة. وعلى الرغم من أن هناك حالات مثل مالقة حيث كانت السلطات المحلية هي التي أدت إلى الانتفاضة، وقد شكلت مجالس ثورية في الغالبية. وبعد أسبوعين من سحب الكورتيس لها كانت الثورة قد اندلعت في مورسيا وفالنسيا والأندلس.
ولإنهاء تمرد الكانتونات رفض فرانسيس بي تطبيق التدابير الاستثنائية التي اقترحها حزبه «المعتدل»، والتي تضمنت تعليق جلسات كورتيس، لأنه واثق من أن سرعة اعتماد الدستور الفيدرالي -وهو مالم يحدث- وطريقة الحوار وهو ماحدث بالفعل عندما أعلن مجلس محافظة برشلونة عن ولاية كتالونيا في مارس 1873 مما تمكن من جلب المتمردين إلى العدالة. ومع ذلك فهو لم يتردد في اللجوء إلى القمع. ولكن عندما فشلت سياسة فرانسيس بي في الإقناع والقمع لوقف ثورة الكانتونات، سحب «المعتدلون» دعمهم له في 17 يوليو فصوتوا لصالح نيكولاس سالميرون. في اليوم التالي استقال بي بعد 37 يوما في المنصب.
كان شعار حكومة سالميرون الجديدة هو «تطبيق القانون»، وذلك لقمع ثورة الكانتونات بتدابير قاسية مثل طرد الحكام المدنيين والعسكريين ورؤساء البلديات الذين دعموا بطريقة أو بأخرى مؤيدي ثورة الكانتونات ثم عين جنرالات كانوا يعارضون الجمهورية الاتحادية مثل مانويل بافيا ومارتينيث كامبوس، فتمكن من إرسال حملات عسكرية إلى أندلوسيا وبلنسية على التوالي لوضع حد للتمرد. بالإضافة إلى ذلك فقد حشد جنود الاحتياط، وزيادة الحرس المدني إلى 30,000 رجل، وعين مندوبين حكوميين في المقاطعات لهم سلطة تنفيذية واسعة. وفوض مجالس المقاطعات بفرض ضرائب الحرب وتنظيم القوات المسلحة المحلية، وأنزل مرسوما يقضي بأن من يحتجز أي سفينة لدى كانتون كارتاخينا (قرطاجنة) يعد قرصانا - وهذا يعني أن أي سفينة لهم يمكن أن تصادر سواءا كانت في المياه الإسبانية أم لا-. ومن خلال تلك التدابير خضعت الكانتونات واحدا تلو أخرى، إلا كارتاخينا (قرطاجنة) التي قاومت حتى 12 يناير 1874.

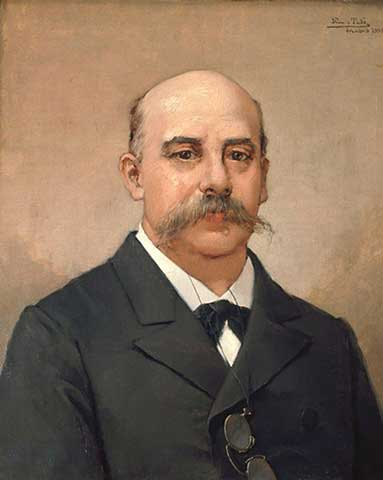
إيميليو كاستيلار رابع رئيس سلطة تنفيذية للجمهورية الإسبانية الأولى

استقال نيكولاس سالميرون لأنه رفض التوقيع على أحكام الإعدام الصادرة بحق عدد من الجنود بتهمة الخيانة العظمى، وكان يعارض عقوبة الإعدام. فانتخب البرلمان يوم 7 سبتمبر إيميليو كاستيلار ليحل محل سالميرون. على الفور منح البرلمان كاستيلار صلاحيات استثنائية لوضع حد للحرب الكارلية وثورة الكانتونات وفعلق جلسات المجلس من 20 سبتمبر 1873 حتى 2 يناير 1874، مما أدى إلى توقف مناقشة مشروع الدستور الاتحادي .
سمحت السلطات الاستثنائية التي نالها كاستيلار بأن يحكم بموجب مرسوم فاستخدم صلاحيته في إعادة تنظيم هيئة المدفعية التي حلت قبل بضعة أشهر في أواخر عهد أماديو الأول، استدعى الاحتياط وطالب بأفواج جديدة فتمكن من الحصول على جيش من 200,000 رجل، وأخذ قرضا بقيمة 100 مليون بيزيتا لتغطية تكاليف الحرب.
بعد ذلك امرت حكومة كاستيلار أواخر نوفمبر من الجنرال سيبالوس الذي أدار حصار قرطاجنة بعد استقالة الجنرال مارتينيث كامبوس الذي بدأ في 15 أغسطس بقصف قرطاجنة [الإسبانية] «لكسر الروح المعنوية للمدافعين أو على الأقل أن يبقى الوضع عندهم غير هادئ تماما». بدء القصف في 26 نوفمبر 1873 دون سابق إنذار، واستمر حتى آخر يوم من الحصار أي في 12 يناير 1874 وبلغ مجموع المقذوفات حوالي 27189 قذيفة «ويعد طوفان حقيقي في إطلاق النار» مما تسبب 12 قتيل و800 جريح، ودمار عظيم في معظم المباني - نجى 28 منزلا فقط من القصف-. وقد كان الرد على القصف يأتي من مدافع في قلاع قرطاجنة وفرقاطات، ولكنها كانت أقل فعالية بكثير نظرا للانتشار الواسع للقوات الحكومية التي تحاصر المدينة وساحاتها. وبعد الأسبوع الأول من القصف أدرك الجيش الحكومي أن دفاعات قرطاجنة ما زالت سليمة، فاستقال الجنرال سيبالوس في 10 ديسمبر وحل محله الجنرال خوسيه لوبيز دومينغيز وهو أيضا كان مناهض للجمهورية، وهو ابن شقيق الجنرال سيرانو القيادي في الحزب الدستوري المحافظ. وقد أصر عند لقائه مع كاستيلار على أنه يجب أن تستسلم قرطاجنة (كارتاخينا) مهما استغرق الأمر قبل 2 يناير، وهو الموعد المقرر لإعادة فتح البرلمان.

### الجمهورية المتحدة: دكتاتورية سيرانو (1874)

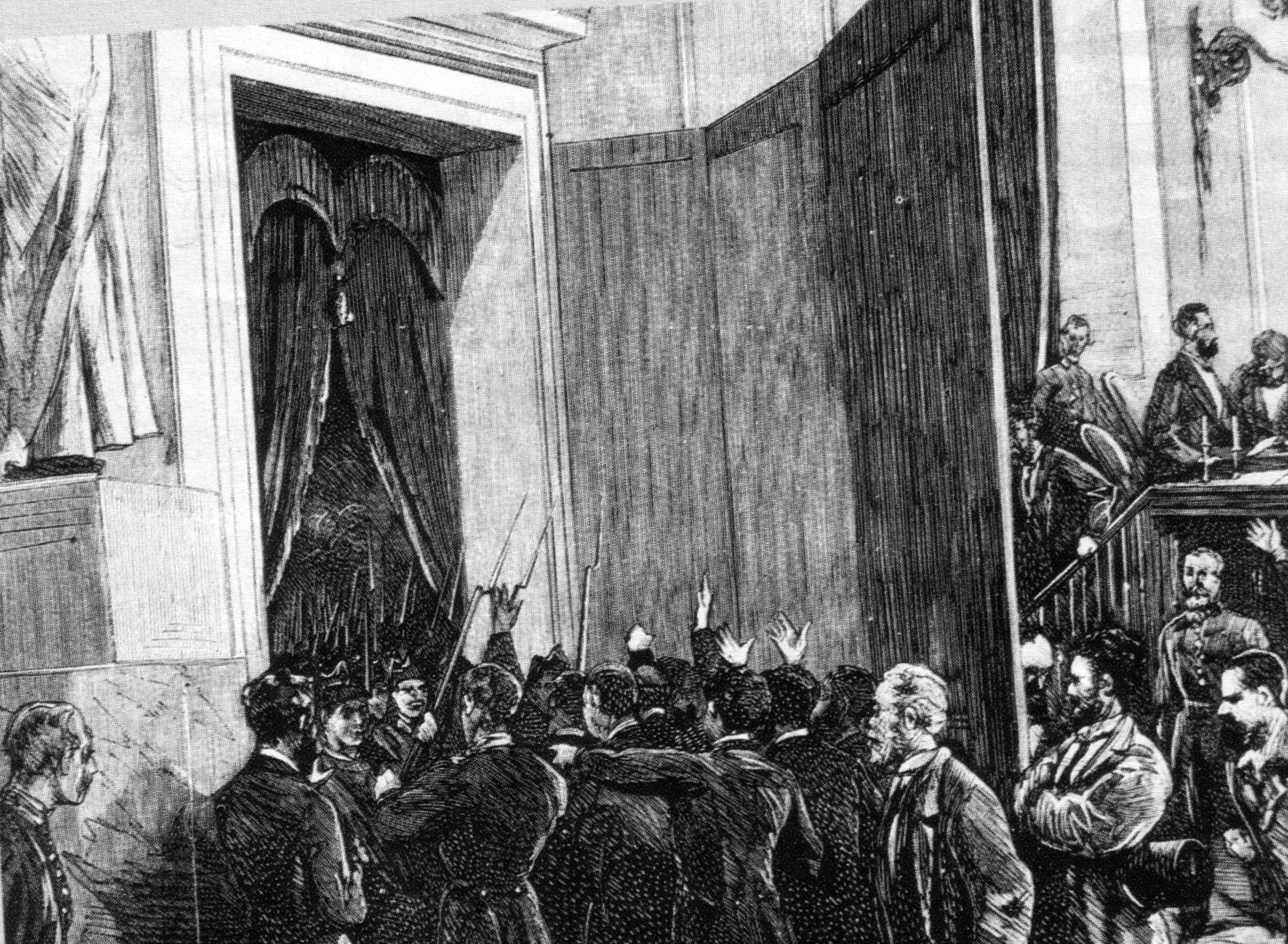
لوحة تمثل لحظة دخول جنود الجنرال بافيا إلى مجلس النواب في الساعات الأولى من صباح 3 يناير 1874.

عندما أعيد افتتاح البرلمان في الثانية بعد ظهر يوم 2 يناير 1874، كان مانويل بافيا قائد مدريد العام قد أعد قواته للتدخل في حالة فقدان كاستيلار النصاب البرلماني. وبعد منتصف الليل تم تصويت على الثقة للحكومة، فانهزمت الحكومة بأغلبية 120 ضد مقابل 100 مؤيد، مما أجبر كاستيلار على تقديم استقالته. وبعدها أرسل بافيا جنوده الملتزمين معه إلى مبنى البرلمان ودخل معهم حرس البرلمان وهم من الحرس المدني وكانوا يأتمرون بأمره، وما أن أمر رئيس مجلس النواب نيكولاس سالمرون بإخراجهم حتى دخلت قوات الحرس المدني والجيش مبنى البرلمان وبدأوا إطلاق النار داخل الممرات، مما أخلى النواب المبنى بسرعة. برر بافيا انقلابه بالزعم انه اعطاه "خلاص الجيش والحرية والبلاد".
حاول الجنرال بافيا تشكيل «حكومة وطنية» يرأسها إميليو كاستيلار، ولكن في اجتماع القادة السياسيين الذي ضم الدستوريين والراديكاليين والأفونسينيين والجمهوريين الموحدين، دعا بافيا إلى تحقيق هذا الغرض -استثنى بافيا من الحضور كلا من الجمهوريين الفدراليين وزعيمهم سالمرون وفرانسيسكو بي وأيضا تم استبعاد «المتعنتين» بشكل واضح-. رفض كاستيلار الحضور لأنه لايريد البقاء في السلطة بوسائل غير ديمقراطية. وقد دافع بافيا في الاجتماع عن الجمهورية المحافظة، وبالتالي فرض الجمهوري الموحد يوجينيو غارسيا رويز وزيرا للداخلية، والجنرال سيرانو رئيسا للحكومة الجديدة. مع وضع الجنرال سيرانو على رأس الدولة، تكون تلك الجمهورية قد استمرت إسميا ولكن تم تحريف مسارها تماما، وأكد خوسيه بارون فرنانديز أن انقلاب بافيا قد عجل بنهاية للجمهورية الإسبانية الأولى.

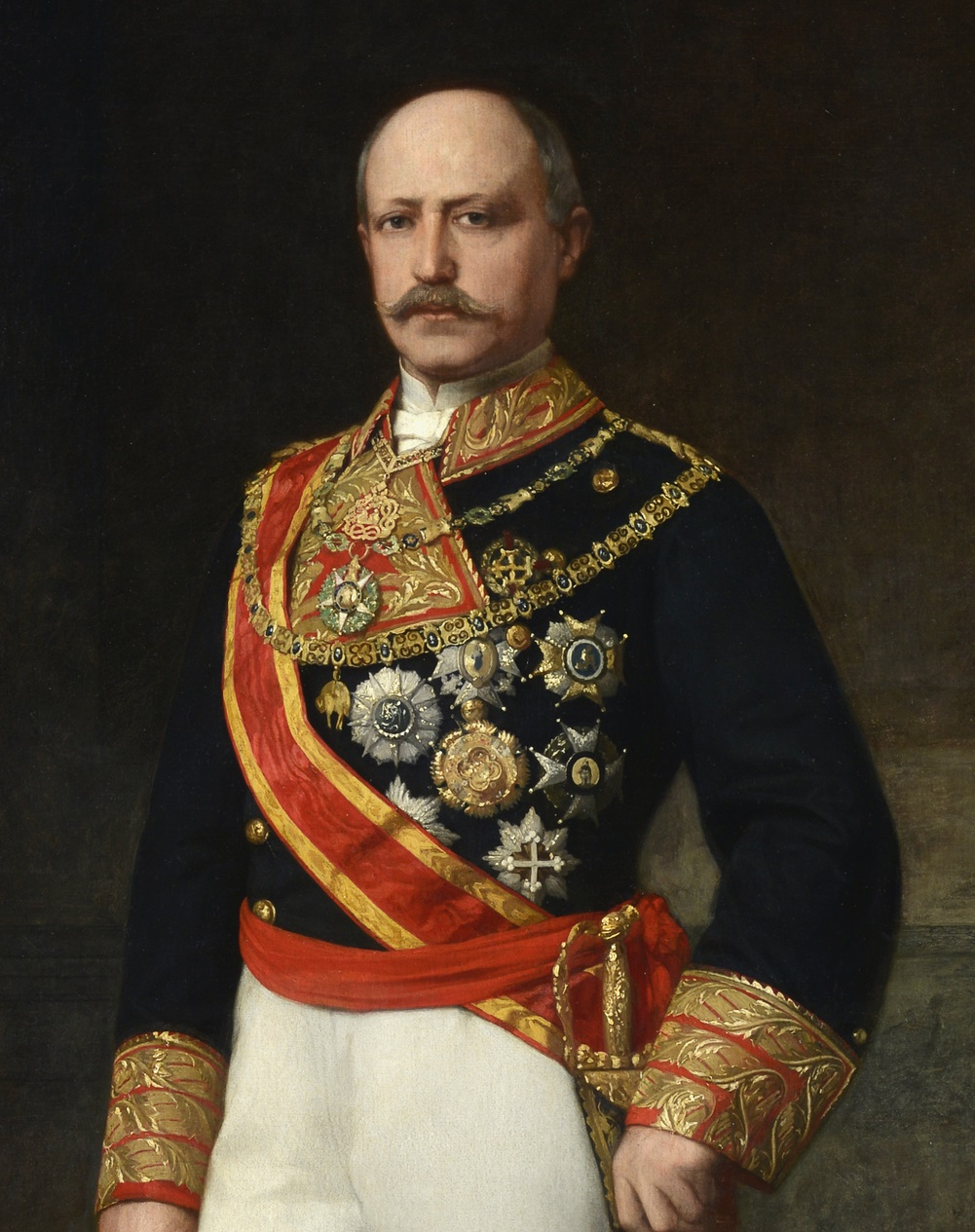
صورة للجنرال سيرانو، آخر رؤساء الجمهورية الأولى. من يناير وحتى ديسمبر 1874.

شكل الجنرال فرانسيسكو سيرانو حكومة مركزة من الدستوريون والراديكالين والجمهوريون الموحدين، واستبعد الجمهوريين الفدراليين، وكان هدفه الرئيس هو إنهاء ثورة الكانتونات والحرب الكارلية الثالثة، ثم عقد البرلمان لاتخاذ قرار بشأن كيفية تشكيل الحكومة.
وهكذا تم تأسيس ديكتاتورية سيرانو حيث حل البرلمان الجمهوري مباشرة، فلم يكن هناك برلمان يمكنه من السيطرة على عمل الحكومة، وقد تم استعادة دستور 1869 ولكن بعد افراغه من مضمونه وتركه معلقا "إلى أن يتم ضمان عودة الحياة السياسية طبيعية.
أنهت الحكومة الجديدة ثورة الكانتونات مع دخول الجنرال خوسيه لوبيز دومينغيز قرطاجنة (كارتاخينا) يوم 12 يناير. وأظهرت التدابير الأولى التي اتخذت الطبيعة المحافظة لتلك الحكومة، مثل الحل الفوري للقسم الاسباني لجمعية الشغيلة العالمية (IWA) لمهاجمتها «ممتلكات الأسرة والقواعد الاجتماعية الأخرى». وفي يوم 26 فبراير سار سيرانو شمالا ليتولي شخصيا العمليات ضد الكارليون، حيث ترك الجنرال خوان دي زافالا على رأس الحكومة وتركه رئيسا للسلطة التنفيذية للجمهورية لحين عودته.

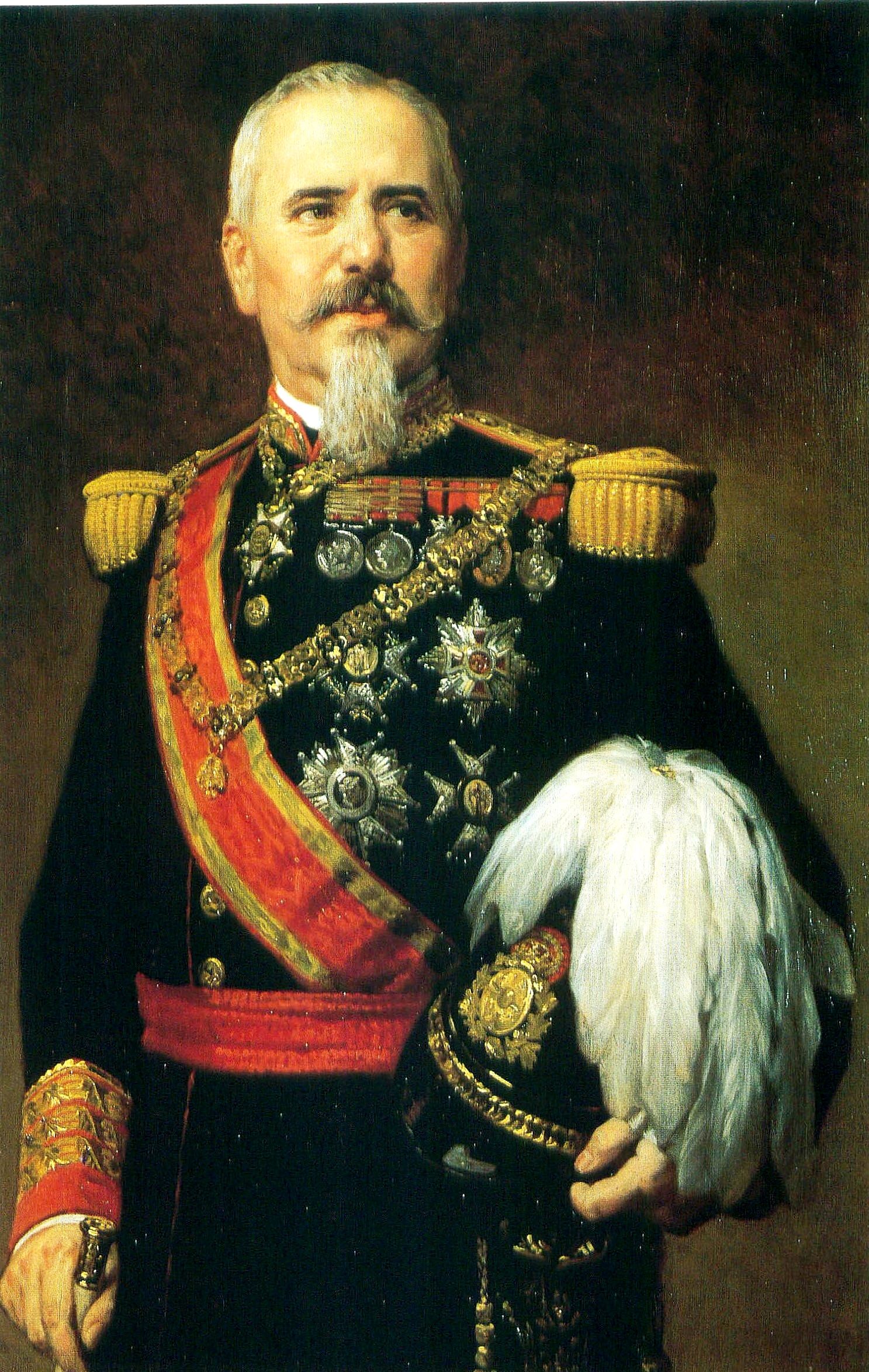
الجنرال مارتينيث كامبوس.

بعد نجاحه في رفع الحصار عن بلباو عزز سيرانو قبضته في الحكومة وعين في مايو ساجاستا وزيرا للداخلية مما أدى إلى خروج ثلاثة وزراء راديكاليين ووزير من الحزب الجمهوري المتحد. وهكذا اضحت الحكومة دستورية حصرا بقيادة الجنرال زافالا الذي تم ازاحته في 3 سبتمبر ووضع ساجاستا بدلا عنه بعد منع زافالا الجمهوريين من العودة إلى الحكومة، ومنذ ذلك الوقت دعا الأمير ألفونسو إلى «استعادة الديمقراطية البرلمانية والدستورية». فعين سيرانو أندريس بوريغو للتفاوض مع ديل كاستيو حول عودة الأمير ألفونسو، لكنه رفض المقترحات الدستورية لأنه يعني الاعتراف برئاسة سيرانو إلى وقت انتصاره على الكارليين، ووافق على استعادة البوربون بأن يكون خلال دعوة البرلمان للانعقاد بجلسة غير عادية. وقد كتبت الملكة السابقة إيزابيل الثانية لابنها الأمير ألفونسو:«بأن سيرانو سيظل عازما على البقاء رئيسا عشر سنوات أخرى وبراتب 10 ملايين ريال سنويا».
في 1 ديسمبر تولى ديل كاستيو زمام المبادرة بنشره بيان ساندهيرست، التي كتبها ووقعها الأمير ألفونسو، الذي عرف فيه نفسه بأنه «رجل من هذا القرن، ليبرالي حقيقي» وهو تأكيد لسعيه للمصالحة بين الليبراليين حول النظام الملكي وربط الحقوق التاريخية للسلالة المشروعة بحكومة ممثلة مع الحقوق والحريات المصاحبة لها. وكان ذلك تتويجا للاستراتيجية التي صنعها كانوفاس ديل كاستيو منذ توليه قيادة الألفونسونيين في 22 أغسطس 1873 -في خضم ثورة الكانتونات- كما بين في رسائله للملكة السابقة وابنها الأمير ألفونسو في يناير 1874 -أي بعد انقلاب بافيا- كان لخلق «الكثير من الأفكار لصالح ألفونسو» مع«التزام بالهدوء والسكينة والصبر والكثير من المثابرة والعزيمة».
على الرغم من أن كانوباس لا يريد أن تكون إستعادة الملكية عن طريق تمرد عسكري إلا أن في 29 ديسمبر 1874 أعلن الجنرال مارتينيث كامبوس عن تمرد ساغونتو لصالح عودة نظام بوربون الملكي في شخص الدون الفونسو دي بوربون نجل إيزابيل الثانية. وفضل سيرانو عدم المقاومة. وفي 31 ديسمبر 1874 شكلت حكومة-وصاية برئاسة كانوباس بانتظار عودة الأمير ألفونسو إلى أرض الوطن قادما من إنجلترا.

## قائمة المراجع
- Bahamonde، Ángel؛ Martínez، Jesús A. (1996). España en democracia. El Sexenio, 1868-1874 (ط. 6ª). Madrid: Cátedra. ISBN:84-7679-316-2. {{استشهاد بكتاب}}: الوسيط غير المعروف |año-original= تم تجاهله يقترح استخدام |orig-date= (مساعدة)
- Barón Fernández، José (1998). El movimiento cantonal de 1873 (1ª República). Sada (A Coruña): Edicios do Castro. ISBN:84-7492-896-6.
- Fontana، Josep (2007). La época del liberalismo. Vol. 6 de la Historia de España, dirigida por Josep Fontana y Ramón Villares. Barcelona: Crítica/Marcial Pons. ISBN:978-84-8432-876-6. {{استشهاد بكتاب}}: الوسيط غير المعروف |enlaceautor= تم تجاهله يقترح استخدام |author-link= (مساعدة)
- Fuentes، Juan Francisco (2007). El fin del Antiguo Régimen (1808-1868). Política y sociedad. Madrid. ISBN:978-84-975651-5-8. {{استشهاد بكتاب}}: الوسيط غير المعروف |editorial= تم تجاهله يقترح استخدام |publisher= (مساعدة)صيانة الاستشهاد: مكان بدون ناشر (link)
- López-Cordón، María Victoria (1976). La revolución de 1868 y la I República. Madrid: Siglo XXI. ISBN:84-323-0238-4.
- Vilches، Jorge (2001). Progreso y Libertad. El Partido Progresista en la Revolución Liberal Española. Madrid: Alianza Editorial. ISBN:84-206-6768-4. {{استشهاد بكتاب}}: الوسيط غير المعروف |enlaceautor= تم تجاهله يقترح استخدام |author-link= (مساعدة)

| سبقه عهد إيزابيل الثانية في إسبانيا | حقب التاريخ الإسباني ديموقراطية السنوات الست 1874-1868 | تبعه استعادة البوربون في أسبانيا |